# Incubi (film)
Incubi (Two-Fisted Tales) è un film per la televisione del 1992 suddiviso in tre episodi diretti da Richard Donner, Tom Holland e Robert Zemeckis.
In Italia è uscito al cinema (vietato ai minori di 14 anni) mercoledì 6 luglio 1994 distribuito dalla Penta Distribuzione.

## Trama

### Duello fantasma(Showdown)
Un pistolero, Billy Quintaine, è braccato nel deserto dal ranger Tom McMurdo e dai suoi uomini. Giunto in un villaggio, viene sfidato a duello dal ranger e riesce a ucciderlo. Poco dopo, in un saloon, un uomo gli offre una pozione che gli mostrerà quello che in realtà è accaduto dopo il duello e che la sua mente ha rimosso.

### Corsa verso la morte(King of the Road)
Un giovane asso del volante sfida un campione del passato chiamato Iceman, che ora fa lo sceriffo e si è ormai ritirato definitivamente dalle corse. Questi inizialmente rifiuta, ma lo sfidante seduce e rapisce la figlia, minacciando di ucciderla. A questo punto la sfida tra i due è inevitabile.

### L'ultimo coraggio(Yellow)
Nel 1918, sul fronte francese della prima guerra mondiale, il tenente statunitense Martin Calthrob si macchia più volte di atti di codardia e così il padre, il generale Calthrob, lo porta davanti alla corte marziale e lo fa condannare alla fucilazione; tuttavia gli promette che i fucili saranno tutti caricati a salve, e il suo compito sarà soltanto quello di mostrarsi coraggioso davanti al plotone d'esecuzione.